# Coelogyne tomentosa
Coelogyne tomentosa Lindl. – gatunek rośliny z rodziny storczykowatych (Orchidaceae). Epifit z lasów Azji Południowo-Wschodniej. Uprawiany jest jako roślina ozdobna.

## Morfologia

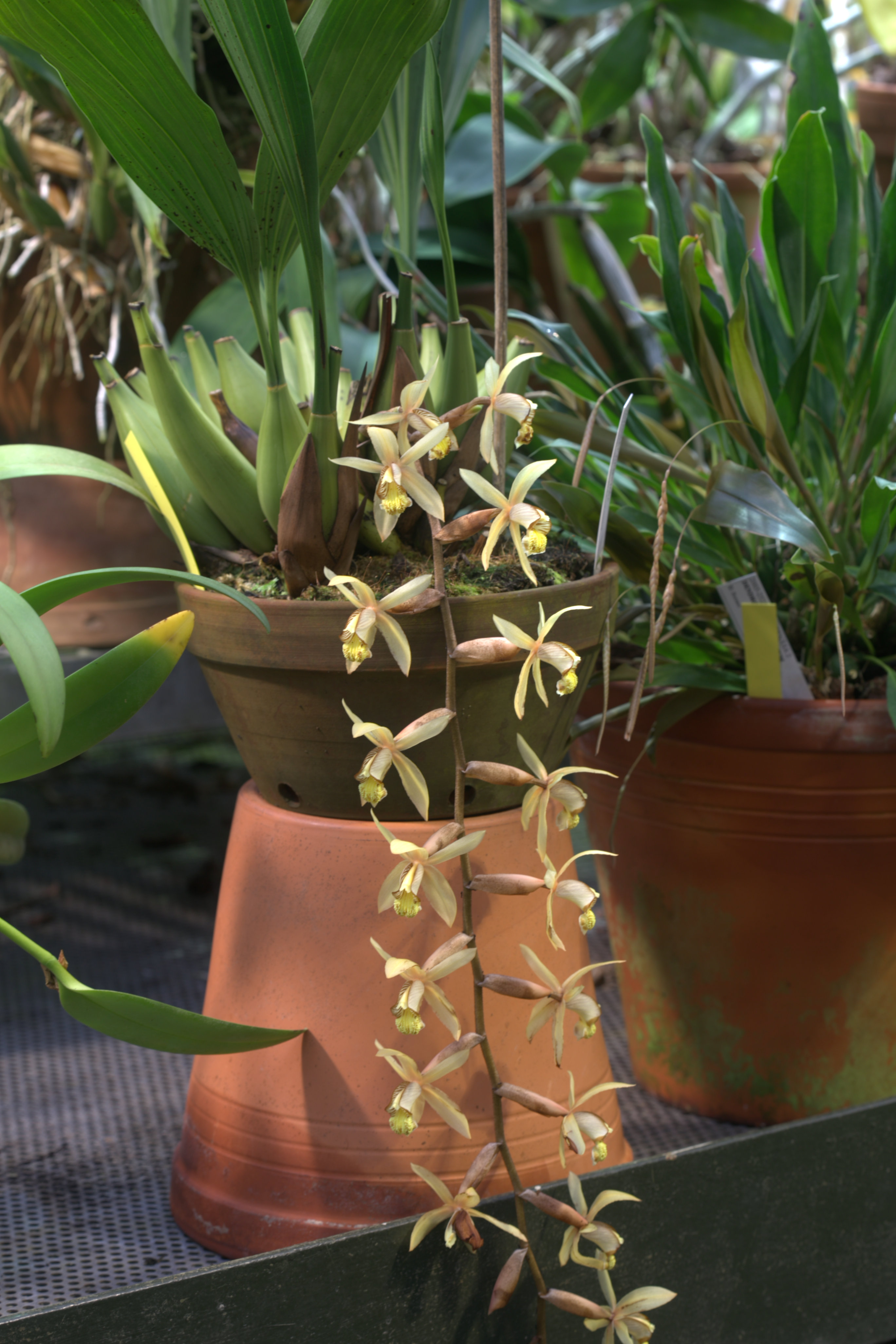
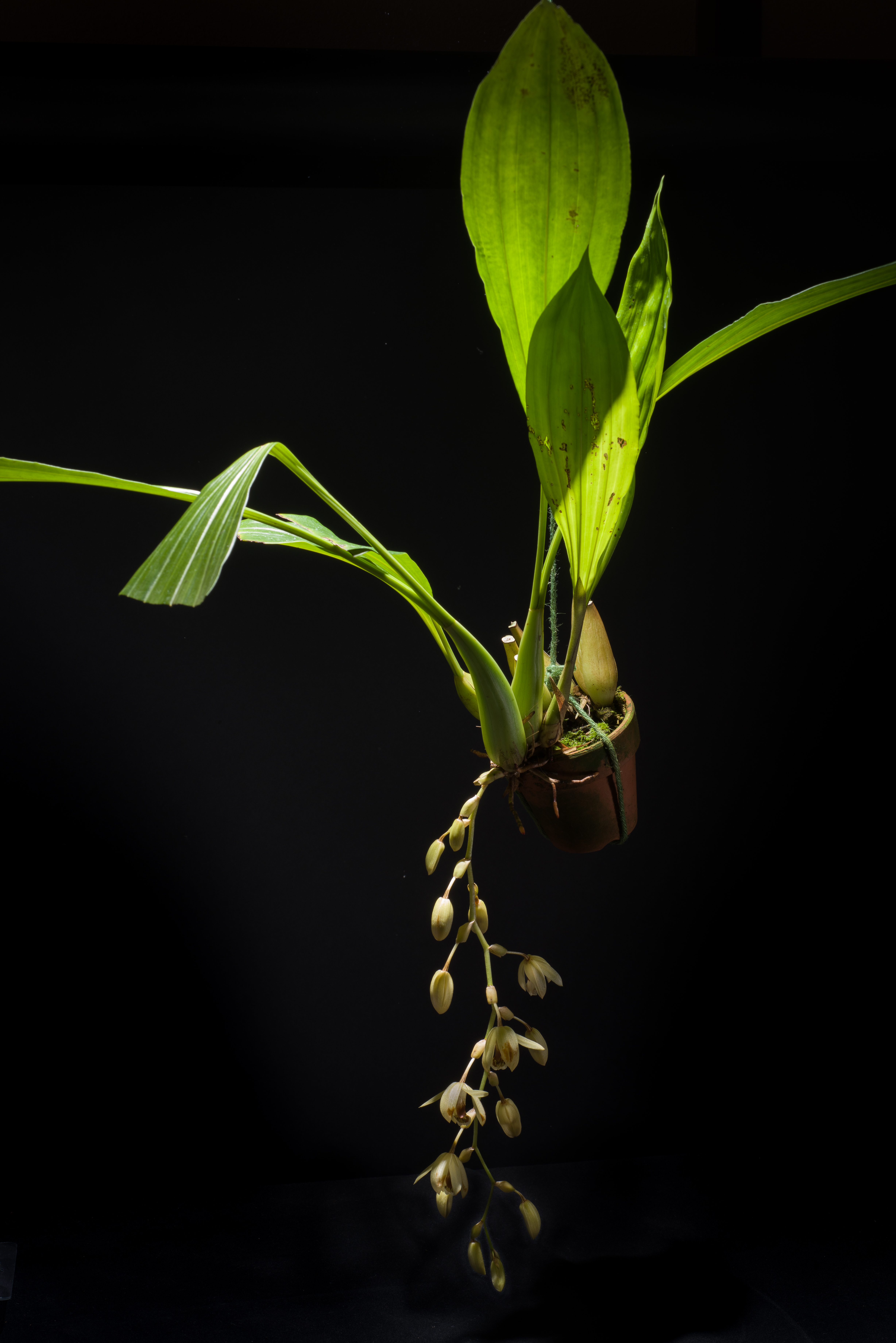
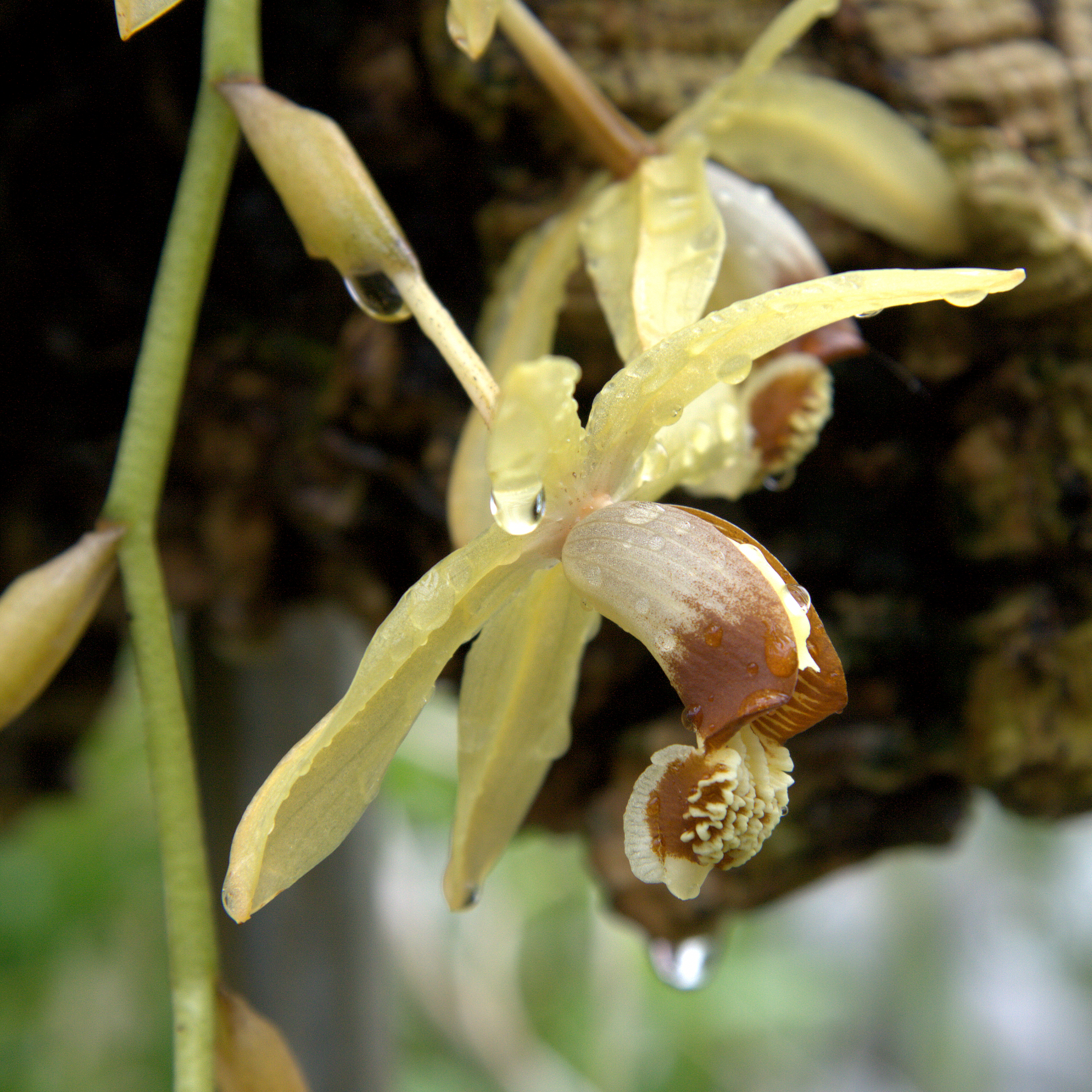
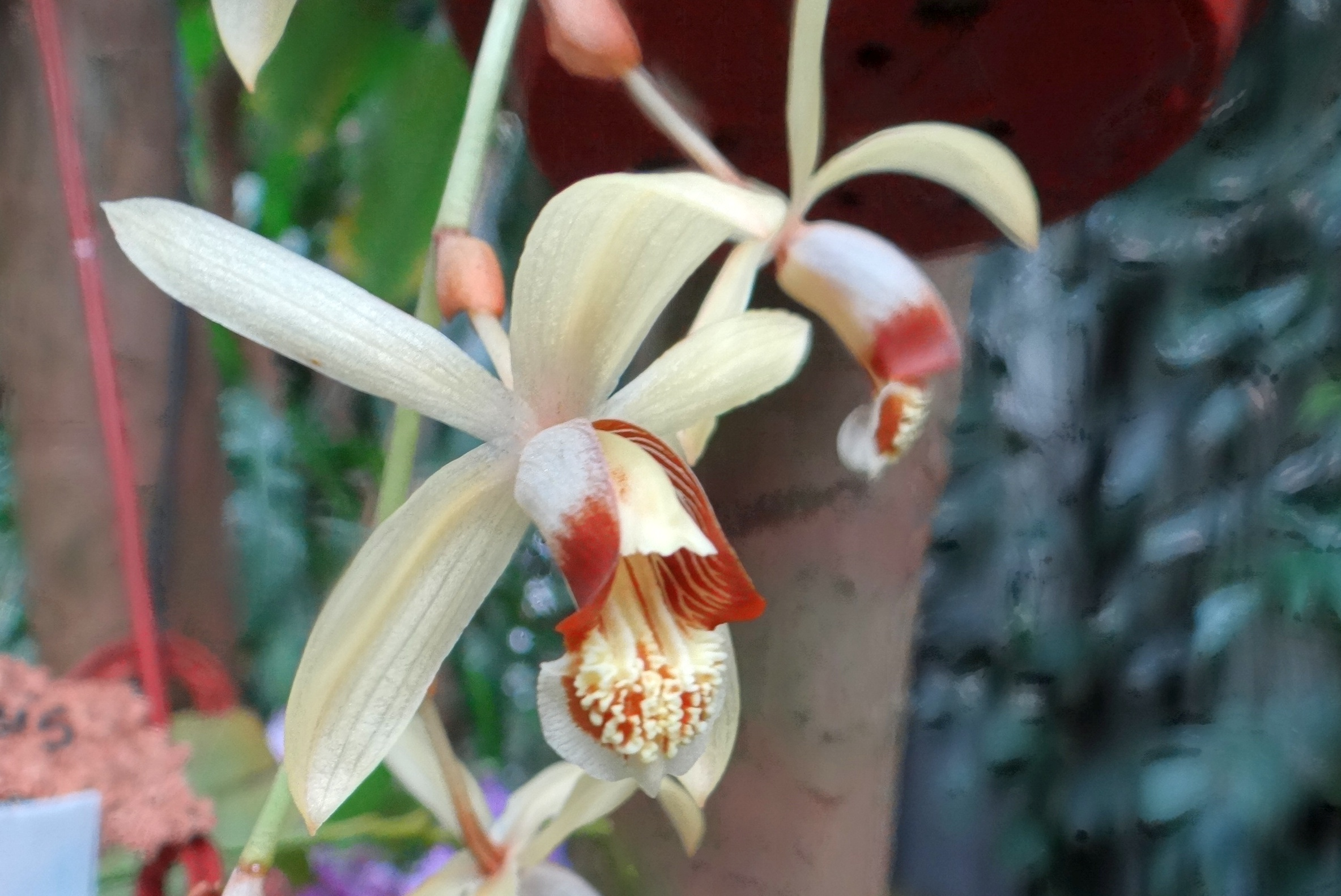
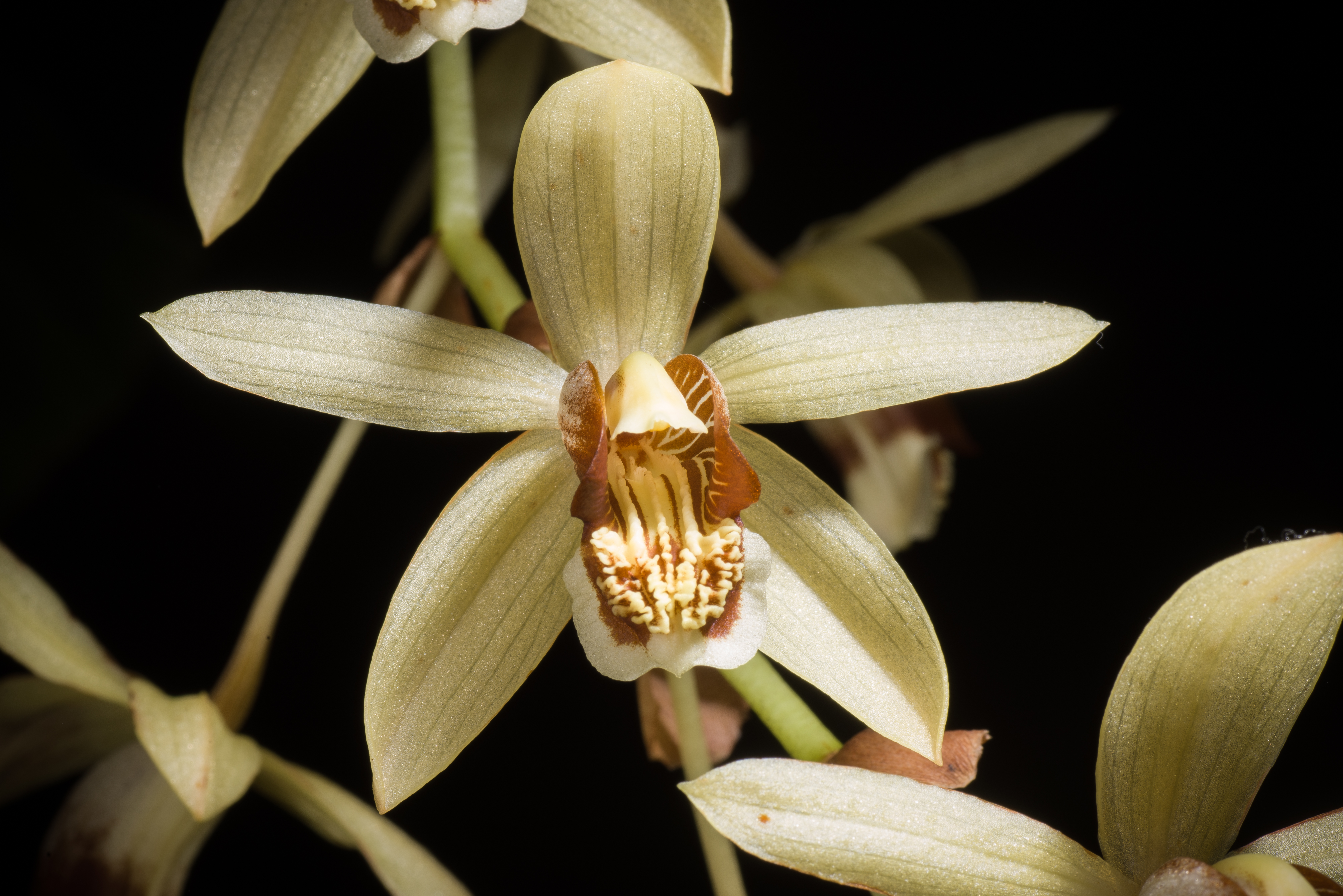

PokrójDuży epifit o sympodialnym wzroście. Osiąga wysokość do 60 cm. Tworzy zieloną, wąsko owalną pseudobulwę o długości 7–10 cm. U młodych okazów ma ona dwa podłużne rowki, u starszych staje się silnie pomarszczona i żółto-zielona. W naturze roślina czasami tworzy ogromne kępy, których masa może dochodzić nawet do 1 tony.
LiścieZ pseudobulwy wyrastają po dwa liście osiągające długość do 56 cm i szerokość do 8 cm. Mają wąsko eliptyczne i silnie pofałdowane blaszki o ostrym wierzchołku, osadzone na ogonkach o długości do 10 cm.
KwiatyZebrane w zwisające grono wyrastające z podstawy pseudobulwy. Ma długość do 60 cm i zawiera do 30 kwiatów. Kwiaty pojawiają się po rozwinięciu się liści. Na pędzie wyrastają dość rzadko, są pachnące, bladożółte, o średnicy 5–6,5 cm. Ich boczne działki 3 klapowej warżki mają białe lub jasnożółte, dwukrotnie rozgałęzione żyłkowania. Warżka na wewnętrznej stronie brązowa. Działka środkowa brązowa z jasnożółtymi brzegami. Jej brzegi otacza kilka krótkich, pofalowanych i brodawkowatych wybrzuszeń.

## Występowanie
Pochodzi z Indonezji, Malezji i Tajlandii. Rośnie tam na grzbietach i zboczach gór, zwykle jako epifit w cienistych lasach na wysokości ok. 1400 m. W Tajlandii dochodzi do wysokości ok. 2000 m. Jest dość częsty w górach Malezji, szczególnie na wyższych grzbietach górskich.

## Zastosowanie
Coelogyne tomentosa jest uprawiany jako roślina ozdobna. Jest wyjątkowo łatwy w uprawie poza strefami zamarzania, a dodatkową zaletą jest kwitnienie o każdej porze roku. Z powodu zwisającego kwiatostanu wymaga uprawy w wysokim, wiszącym koszu. Kwiaty pojawiają się wkrótce po rozwinięciu się liści, otwierają się niemal równocześnie i kwitną przez około 3 tygodnie. Podczas kwitnięcia wytwarzają silny, przyjemny zapach, nieco podobny do jodłowej choinki. W Polsce może być uprawiany tylko jako roślina pokojowa lub w szklarniach. Może kwitnąć w każdej porze roku, najczęściej zakwita latem. 